# 伯恩赛德 (肯塔基州)
伯恩赛德（英語：Burnside），是美国肯塔基州普瓦斯基縣的一座城市。建立于1877年，面积约为21.2平方公里（8.2平方英里）。根据2010年美国人口普查，该市的人口为611人。